# Svenskamerikanska tidningar

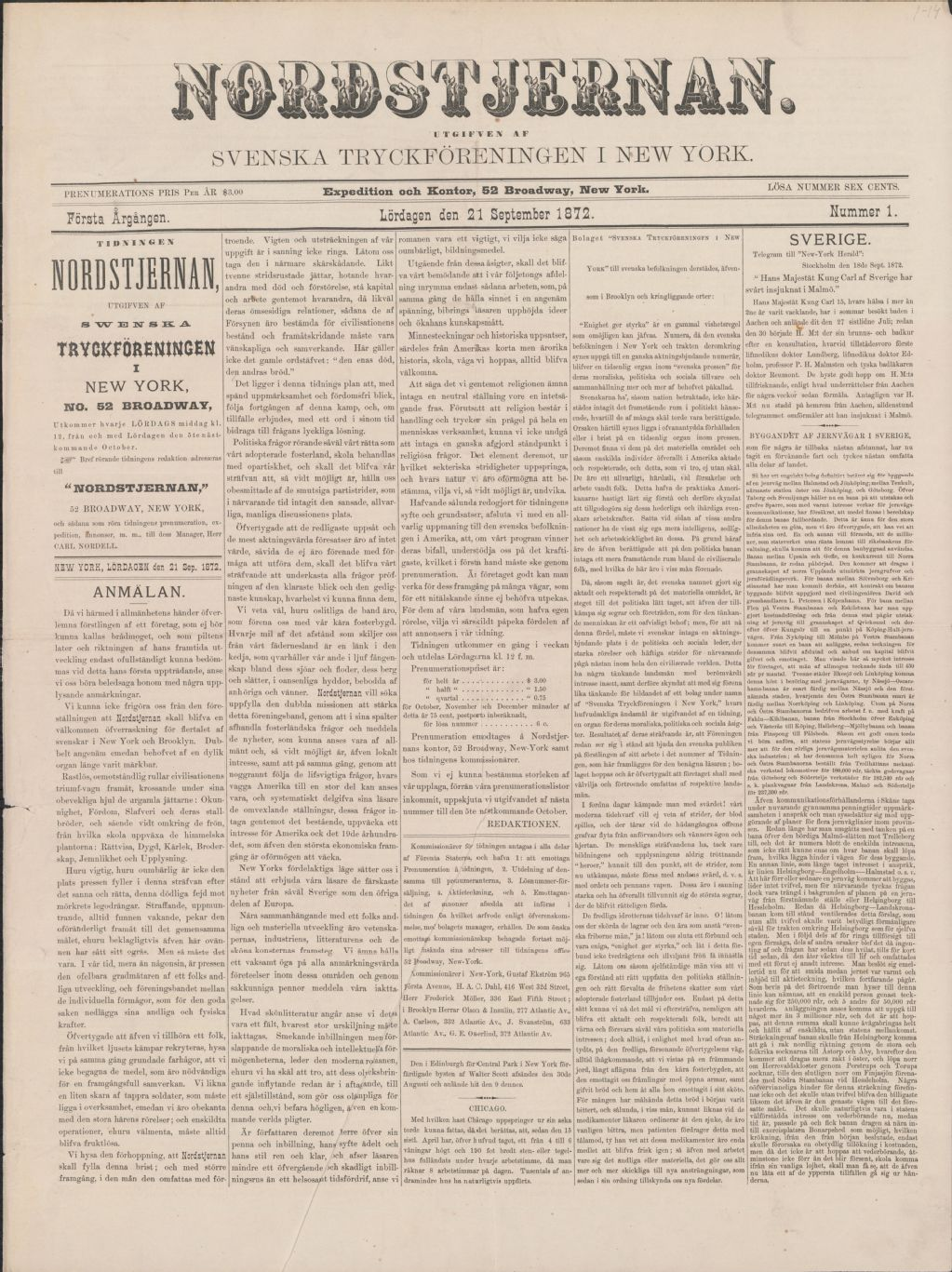
Tidningen Nordstjernans omslag från första utgåvan 1872 i New York.

Svenskamerikanska tidningar är olika slags svenskspråkiga veckotidningar och tidskrifter som uppkom i USA under 1800-talet i samband med den svenska emigrationen. Tidningarna publicerade allt från svensk litteratur, från Sverige och skrivet i USA, till nyheter om händelser i USA och Sverige. Antalet svenskspråkiga tidningar i USA är oklart eftersom majoriteten av dessa tidningar var små, kortlivade och tenderade att slås ihop med varandra. Uppskattningsvis publicerades det runt 600 till 1000 svenskspråkiga tidningar runt om i USA under 1800-talet och början av 1900-talet. De svenskamerikanska tidningarna trycktes år 1910 i sammanlagt 650 000 exemplar, vilket gjorde dem till den näst största utländska tidningsutgivningen i USA efter de tyskspråkiga tidningarna. Anledningen till att de svenskamerikanska tidningarna var så omfattande förklaras av en relativt hög läskunnighet hos den svenska befolkningen, vilket berodde på den svenska folkskolan. Detta ledde till att det fanns ett stort behov av svensk litteratur och text, samtidigt som antalet kompetenta skrivare, journalister och författare var relativt hög bland de emigrerande svenskarna. Antalet professionella skribenter bland de svenskspråkiga tidningar var fram till Andra världskriget sammanlagt cirka 600 personer, vilket även här visar på förlagens relativa framgång. Det var däremot ytterst få som på heltid hade möjligheten att skriva och publicera sina verk, och sammanlagt rörde det sig om ett tiotal svenskamerikanska skribenter som hade möjlighet att livnära sig på skrivandet.
Tidningarnas innehåll var varierande beroende på vart tidningsförlaget hemvist och t.ex. om den hade politiskt eller religiöst syfte. Ett stort antal av tidningsförlagen publicerade till stor del enbart litteratur, där Prärieblomman var en kalender, vars innehåll bestod av litterära originalverk av svenskamerikanska författare till läsarna. Ett annat exempel är hur Svenska-amerikanaren publicerade Tegnérs Samlade Skrifter på 538 sidor i en av sina upplagor. Detta sätt att publicera litteratur från svenskamerikanska och svenska författare var alltså vanligt och uppskattades högt av de svenska emigranterna vilket bidrog till tidningarnas popularitet. Innehållet i tidningarna bestod ofta av artiklar om händelser, framgångsrika svenskamerikaner och reklamartiklar. Andra tidningar och tidskrifter som var kopplade till Augustanasynoden publicerade mycket religiöst innehåll som biblar, körmusik, söndagsskollitteratur för barn och händelser i den kristna världen.

## Uppkomst
Tidningarna uppkom i USA samtidigt som den accelererande massinvandringen från Sverige som tog fart på 1850-talet. Tidningarna började publiceras och ges ut i så kallade svenskamerikanska samhällen runt om i USA, som försökte bevara den svenska kulturen, traditioner samt det svenska språket. Här fick tidningarna en stor betydelse, då det bidrog till bevarandet av den svenska kulturen för emigranterna, samtidigt som det fanns behov av litteratur och nyheter både från USA och från hemlandet på svenska. För de hundratusentals svenska emigranterna som inte talade engelska blev dessa tidningar särskilt viktiga, då det blev deras enda skriftliga informationskälla som de kunde förstå och följa.  
Den första svenskspråkiga tidningen som publicerades i USA var Skandinavien år 1851 i New York. Antalet tidningar växte snabbt och år 1868 rapporterades det av Göteborgs-Posten att det sammanlagt fanns cirka 16 stycken tidningar på de skandinaviska språken runt om i USA . Med tanke på att det fanns ett stort antal svenskamerikaner i mellanvästern (Minnesota, Iowa, Illinois och Wisconsin), var det främst där som de flesta förlag och tidningar grundades. Trots detta existerade ett fåtal tidningar även i södra USA som Texas Posten, ett flertal tidningar på östkusten som Nordstjernan och Westra Posten och ett fåtal på västkusten t.ex. Vestkusten. 
Swedish Press (tidskrift) såg dagens ljus som en veckotidning 1929 i Vancouver, Kanada, vid en tidpunkt då det fanns hundratals svenska tidningar i Nordamerika. Tidningen hette från början Svenska pressen. Swedish Press har idag prenumeranter i samtliga kanadensiska provinser och amerikanska stater.
Det är även känt att tidningsförlagen hade en del samarbeten med de svenska tidningarna hemma i Sverige, där Aftonbladet och Göteborgs-posten är de som återkommer mest. Göteborgs-Posten hade samarbeten med olika svenskamerikanska tidningar runt om i USA för att få tillgång dels till hur de nya emigranterna levde i USA, men även om allmänna nyheter om olika händelser i USA. Det är bland annat känt att Göteborgs-Posten citerade och refererade till ett flertal olika svenskamerikanska tidningar under 1870-talet. Bland annat citerade Göteborgs-Posten tidningen Hemlandet i samband med den stora Chicagobranden år 1871. Samarbetet var dock ömsesidigt och ännu viktigare för de svenskamerikanska tidningsförlagen och dess läsare, då de enklare kunde få tillgång till nyheter om vad som inträffade i hemlandet.

## Augustanasynoden
Den svenska kristna evangelisk-lutherska trossamfundet Augustanasynoden i USA hade stor betydelse för de svenskspråkiga tidningarnas framväxt. Augustanasynoden, dess präster och anhängare bidrog till skapandet av många av de svenskspråkiga tidningarna i USA, då de dels ville sprida sitt budskap, dels ville bevara den svenska identiteten och språket. Detta gjorde man genom att såväl publicera artiklar som litteratur, där dessa tidningar blev en central plattform. Augustanasynoden ägde även Svenskamerikas största förlag Augustana Book Concern som publicerade 80% av innehållet på svenska och fortsatte att publicera majoriteten av innehållet på svenska fram till 1920. Förlaget ansågs även vara det mest inflytelserika förlaget och hade stor påverkan på den svenskamerikanska kulturen. Förlaget stod bland annat för publiceringen och finansieringen av Prärieblomman, Gamla och Nya Hemlandet, Minnesota Posten, Minnesota Stats tidning, Skaffaren och Augustana.

## I modern tid

### Tidningarna idag
Då majoriteten av tidningarna lades ned på 1900-talet, vilket berodde på färre svensktalande i landet, finns det ytterst få tidningar som utges idag. Den enda kända svenskamerikanska tidningen som fortfarande publiceras i USA är Nordstjernan. Nordstjernan som grundades 1872 ges ännu ut idag, tack vare en rad sammanslagningar med liknande tidningar. Tidningen fokuserar mycket på den svenska kulturen samt nyheter och information om Sverige. Tidningen, som från en början utgavs på svenska har under åren övergått allt mer till engelskan (80% på engelska varav 20% på svenska), vilket möjliggjort tidningens överlevnad i modern tid. Nordstjernan kan även nås digitalt på deras hemsida.
Swedish Press, som grundades 1929, är Kanadas enda svenska tidning. Målgruppen är utlandssvenskar och svenskättlingar bosatta i Kanada och USA, samt nordamerikanska företag med svenskanknytning. Tidningen kommer ut åtta gånger om året. Den innehåller artiklar på såväl svenska som engelska med tonvikt på bevakning av traditioner och kulturarv. Läsare delges även intervjuer med kända svenska personligheter och intressanta svenska företag. Tidninvgen kommer ut i såväl tryckt som digital form. Mer information finns på www.swedishpress.com.

### Digitalisering
Minnesota Historical Society har tillsammans med Kungliga biblioteket, American Swedish Institute, Swenson Swedish Immigration Research Center på Augustana College i Illinois samlat ihop och digitaliserat utgåvor från ett flertal av de gamla svenskamerikanska tidningarna och sedan sammanställt dessa på Minnesota Historical Society's hemsida. Användningsområdet är i huvudsak släktforskning, då många av tidningarna bland annat publicerade dödsnotiser av avlidna svenska emigranter, samt deras svenska födelseort och utvandringsår till USA.

## Lista på kända tidningar
Minnesota Historical Society har sammanställt en lista över kända svenskamerikanska tidningar på sin hemsida: 
| Namn                       | Aktiva år | Stat            |
| -------------------------- | --------- | --------------- |
| Allarm                     | 1915-1918 | Minnesota       |
| Augustana                  | 1856-1956 | Illinois        |
| Arbetaren                  | 1890-1904 | Michigan        |
| Facklan                    | 1921-1922 | Illinois        |
| Gamla och Nya Hemlandet    | 1870-1914 | Illinois        |
| Justitia                   | 1871      | Illinois        |
| Minnesota Posten           | 1857-1858 | Minnesota       |
| Minnesota stats tidning    | 1895-1939 | Minnesota       |
| Nordstjernan               | 1872 -    | New York        |
| Ny Tid                     | 1922-1936 | Illinois        |
| Nya Svenska Amerikanaren   | 1873-1877 | Illinois        |
| Omaha Posten               | 1904-1954 | Nebraska        |
| Oregon Posten              | 1908-1936 | Oregon          |
| Prärieblomman              | 1899-1912 | Minnesota       |
| Scandinavia                | 1887-1918 | Massachusetts   |
| Skaffaren                  | 1878-1895 | Minnesota       |
| Svea                       | 1897-1966 | Massachusetts   |
| Svenska Amerikanaren       | 1866-1922 | Illinois        |
| Svenska amerikanska posten | 1885-1940 | Minnesota       |
| Svenska Folkets Tidning    | 1881-1927 | Minnesota       |
| Svenska Pacific Tribunen   | 1903-1946 | Washington      |
| Svenska Socialisten        | 1905-1921 | Illinois        |
| Svenska Tribunen           | 1877-1936 | Illinois        |
| Swedish Press (tidskrift)  | 1929 -    | Ontario, Canada |
| Texas Posten               | 1896-1982 | Texas           |
| Vårt Land                  | 1890-1920 | New York        |
| Vestkusten                 | 1887-2007 | Kalifornien     |
| Westra Posten              | 1889-1902 | Washington      |